# Maxim Wjatscheslawowitsch Rybin
Maxim Wjatscheslawowitsch Rybin (russisch Максим Вячеславович Рыбин; * 15. Juni 1981 in Schukowski, Russische SFSR) ist ein ehemaliger russischer Eishockeyspieler.

## Karriere

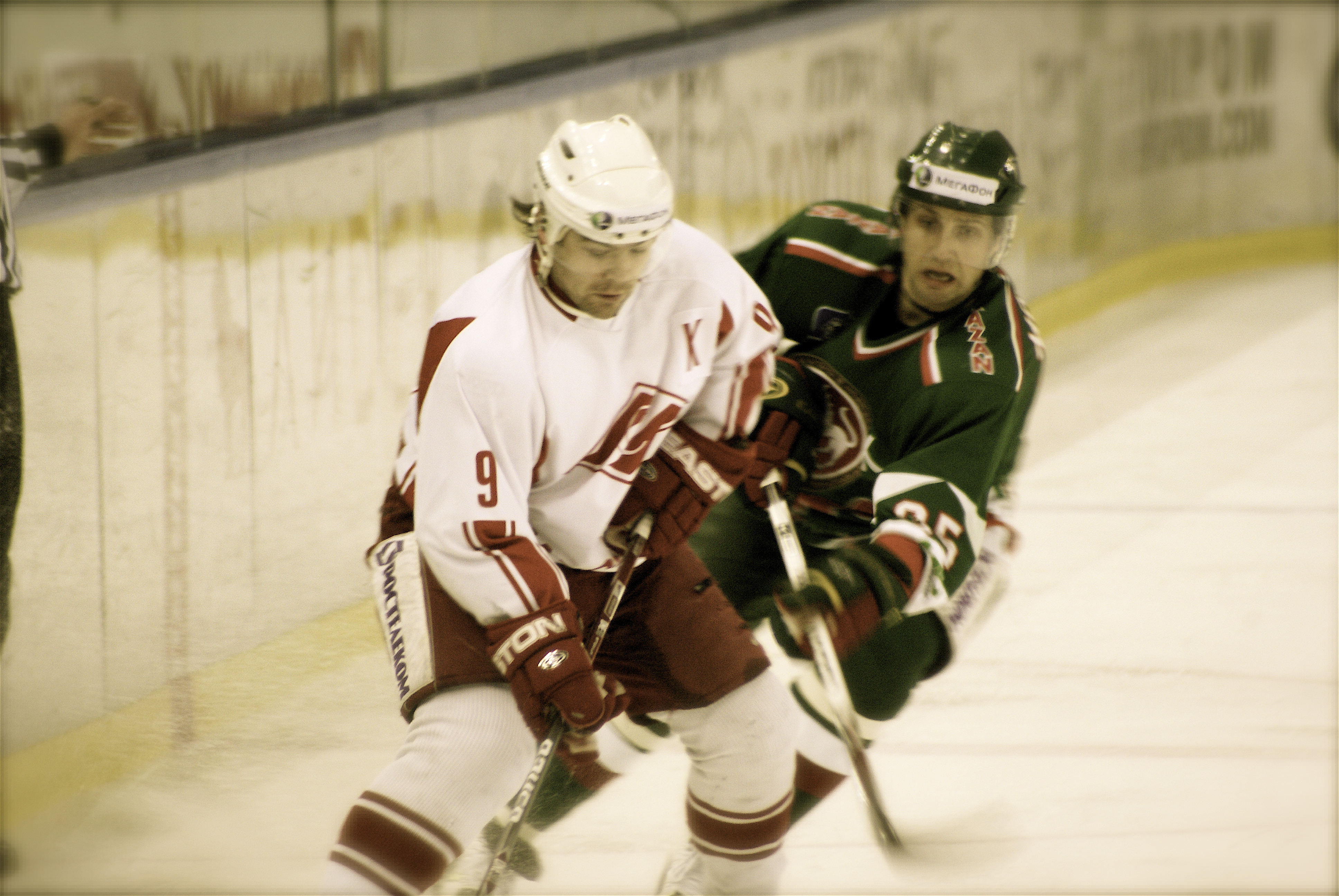
Maxim Rybin (links) im Trikot des HK Spartak Moskau

Maxim Rybin begann seine Karriere in der Eishockeyschule des HK Spartak Moskau und debütierte 1996 in der zweiten Mannschaft des Klubs, die an der drittklassigen Perwaja Liga teilnahm. In der gleichen Spielzeit kam er zudem zu sechs Einsätzen in der ersten Mannschaft von Spartak in der Superliga. Bis 1999 spielte er für seinen Heimatverein und etablierte sich in dieser Zeit innerhalb der ersten Mannschaft. In der Saison 1998/99 erzielte er insgesamt 27 Scorerpunkte in 53 Saisonspielen für Spartak, so dass er in das All-Rookie-Team der Superliga berufen wurde. Daraufhin wurde er während des folgenden NHL Entry Draft 1999 von den Mighty Ducks of Anaheim in der fünften Runde an der 141. Stelle ausgewählt.
Ab der Saison 1999/2000 spielte der Stürmer bei den Sarnia Sting, die ihn beim CHL Import Draft 1999 als insgesamt 34. Spieler gezogen hatten, in der kanadischen Juniorenliga Ontario Hockey League. Im Sommer 2000 nahm er am Trainingslager der Ducks teil, erhielt aber keinen Platz im NHL-Kader des Franchises. Trotz einiger Angebote von russischen Klubs blieb Rybin ein weiteres Jahr in der OHL, in dem er zweitbester Scorer und bester Torschütze der Sting wurde. Im Sommer 2001 wurde er von Salawat Julajew Ufa für eine Spielzeit verpflichtet, nach der er zu Sewerstal Tscherepowez wechselte.
Über seinen Ausbildungsklub Spartak gelangte der Stürmer zum HK Awangard Omsk, mit dem er in der Saison 2005/06 russischer Vizemeister wurde, nachdem sein Team das Playoff-Finale mit 0:3 gegen Ak Bars Kasan verloren hatte. Nach zwölf Spielen der folgenden Spielzeit wechselte er zu Metallurg Nowokusnezk, ehe er 2007 erneut zu seinem Heimatverein zurückkehrte.
Beim Verein SKA Sankt Petersburg steht der Russe seit Juli 2009 unter Vertrag, nachdem er Spartak aufgrund einer Gehaltsreduktion von 20 Prozent verlassen hatte. Im Mai 2011 erhielt Rybin eine Vertragsverlängerung über drei Jahre, die ihn bis 2014 an den SKA band. Im Sommer 2013 wurde dieser Vertrag aufgelöst und Rybin wechselte zusammen mit Maxim Afinogenow zum HK Witjas. Beim HK Witjas war er zunächst Mannschaftskapitän, wurde aber Anfang November 2013 entlassen und wechselte zu Neftechimik Nischnekamsk, wo er bis 2016 blieb. Nach einem Jahr beim HK Lada Toljatti ging er 2017 zu Sewerstal Tscherepowez zurück. Im Dezember 2018 wurde sein Vertrag dort aufgelöst und er schloss sich zum zweiten Mal Salawat Julajew Ufa an, wo er am Saisonende seine Karriere beendete.

### International
Maxim Rybin vertrat sein Heimatland Russland bei der U18-Junioren-Weltmeisterschaft 1999, bei der er in sieben Turnierspielen drei Scorerpunkte sammelte und mit dem U18-Nationalteam den sechsten Platz belegte. In der Folge bekam er zunächst keine Berufung in ein russisches Nationalteam mehr. Erst für die Euro Hockey Tour 2008/09 wurde er nominiert und nahm an den LG Hockey Games 2009 teil, bei denen er in das All-Star-Team berufen wurde. Auch bei den Austragungen 2009/10 und 2010/11 der Euro Hockey Tour absolvierte Rybin jeweils einige Spiele und wurde bei den LG Hockey Games 2011 erneut in das All-Star-Team berufen und als bester Stürmer ausgezeichnet.

## Erfolge und Auszeichnungen
- 1999 All-Rookie-Team der Superliga
- 2006 Russischer Vizemeister mit dem HK Awangard Omsk
- 2010 Spengler-Cup-Gewinn mit dem SKA Sankt Petersburg

## Karrierestatistik

### International
Vertrat Russland bei:
- U18-Junioren-Weltmeisterschaft 1999

| Jahr            | Team            | Veranstaltung   |   | GP | G | A | Pts | PIM |
| --------------- | --------------- | --------------- | - | -- | - | - | --- | --- |
| 1999            | Russland        | U18-WM          | 7 | 1  | 2 | 3 | 6   |     |
| Junioren gesamt | Junioren gesamt | Junioren gesamt | 7 | 1  | 2 | 3 | 6   |     |

(Legende zur Spielerstatistik: Sp oder GP = absolvierte Spiele; T oder G = erzielte Tore; V oder A = erzielte Assists; Pkt oder Pts = erzielte Scorerpunkte; SM oder PIM = erhaltene Strafminuten; +/− = Plus/Minus-Bilanz; PP = erzielte Überzahltore; SH = erzielte Unterzahltore; GW = erzielte Siegtore; 1 Play-downs/Relegation; Kursiv: Statistik nicht vollständig)